# Stanisław Filibert Fleury
Stanisław Filibert Fleury (ur. 22 sierpnia 1858 w Papajach, zm. 21 kwietnia 1915 w Wilnie) – polski fotograf i malarz.

## Życie
Urodził się pod Wilnem, w folwarku w miejscowości Papaje, w zubożałej rodzinie ziemiańskiej. Jego pradziadek Filip de Fleury (1745–1811) był Francuzem, fligeladiutantem króla Stanisława Augusta Poniatowskiego. W latach 1869–1873 Fleury uczęszczał do gimnazjum rosyjskiego w Wilnie, którego nie ukończył z powodu trudnej sytuacji materialnej rodziny. Naukę kontynuował w latach 1874–1878 w miejskiej szkole rysunkowej i za namową dyrektora Iwana Pietrowicza Trutniewa wysyłał swoje prace na konkursy i wystawy w Akademii Sztuk Pięknych w Petersburgu. Był wielokrotnie nagradzany, jednak brak środków finansowych nie pozwolił mu na podjęcie studiów.

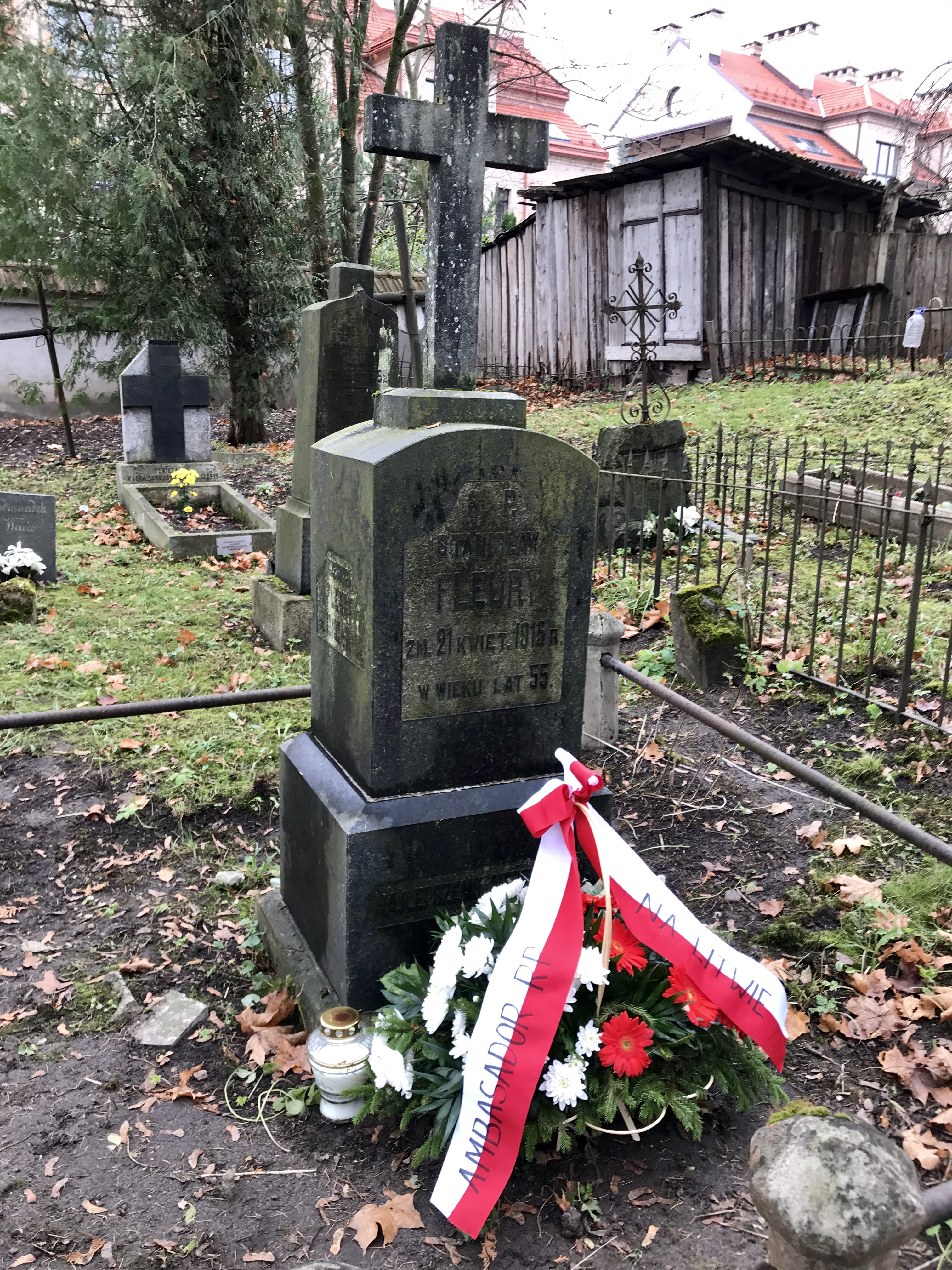
Nagrobek Stanisława Filiberta Fleury

Jeszcze w czasie nauki Fleury podjął pracę w wileńskim zakładzie fotograficznym dyplomowanego malarza Aleksandra Straussa i poznał tajniki fotografii. W 1885 r. wspólnie z Ryszardem Baczańskim i Faustynem Łopatyńskim założył własny zakład pod nazwą „Fleury i Baczański”. Od 1891 r. prowadził już samodzielnie zakład fotograficzny przy ulicy Wielkiej 47. Do historii przeszedł jako osoba nieprzystępna, o silnym i stanowczym charakterze, np. nigdy nie ulegał klientkom zakładu fotograficznego żądającym retuszu fotografii i kwitował ich pretensje stwierdzeniem: „Jak się tak wygląda, to i takie zdjęcie…”. Z żoną Felicją miał pięcioro dzieci, ich córka Wacława ukończyła ASP w Petersburgu i została malarką. Zmarł w 1915 i spoczął na cmentarzu Bernardyńskim.

## Twórczość

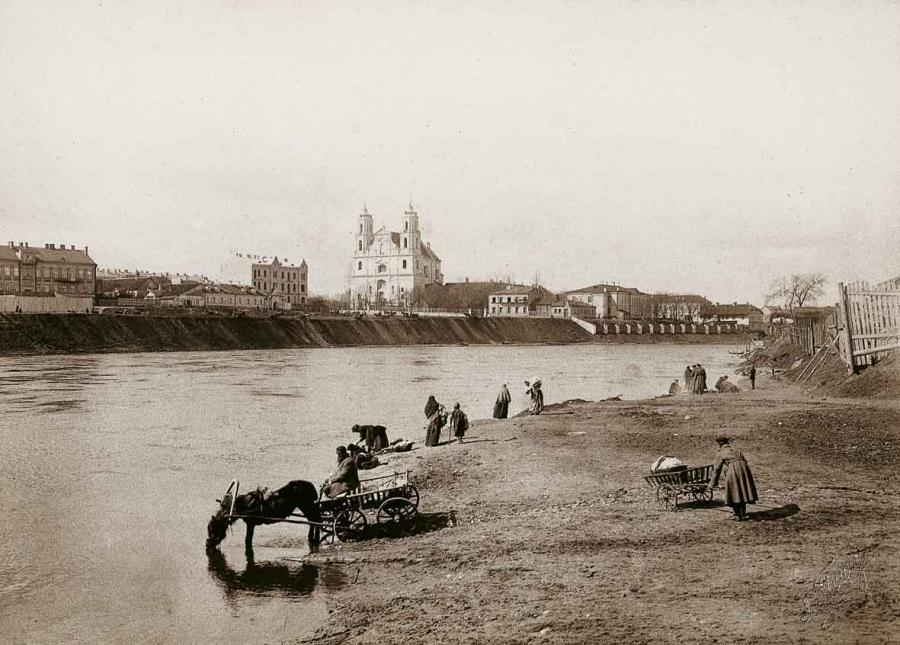
Widok na kościół św. Jakuba i Filipa i klasztor Dominikanów w Wilnie

Stanisław Filibert Fleury przeszedł do historii fotografii jako mistrz scen rodzajowych dokumentujących życie codzienne Wilna na przełomie wieków. Jego czarno-białe prace odznaczają się stopniowaniem planów, perspektywiczną głębią i dbałością o detal. Artysta dokumentował też architekturę rodzinnego miasta i jego okolic. Wykonywał zlecenia dla Kongresu Archeologicznego w Wilnie oraz Akademii Umiejętności w Krakowie. Wydawał pocztówki i ilustrował książki (m.in. „Kalwaria pod Wilnem” Emmy Jeleńskiej i „Katedra Wileńska” Władysława Zahorskiego). Współpracował z gazetami i czasopismami, był prekursorem fotografii stereoskopowej. Kilkakrotnie otrzymywał nagrody państwowe.
Prawdziwą pasją Fleury’ego było malarstwo, posługiwał się głównie akwarelami i rysował piórkiem, rzadziej sięgał po gwasz i farby olejne. Był ważną i znaną postacią środowiska artystycznego Wilna, a także kolekcjonerem książek, map i starych rycin.
Spuścizna po artyście zachowała się głównie w zbiorach wileńskich w Muzeum Narodowym i Bibliotece Akademii Nauk (dawna Biblioteka Wróblewskich). Około 500 fotografii posiada Muzeum Narodowe w Gdańsku.

## Współczesne wystawy

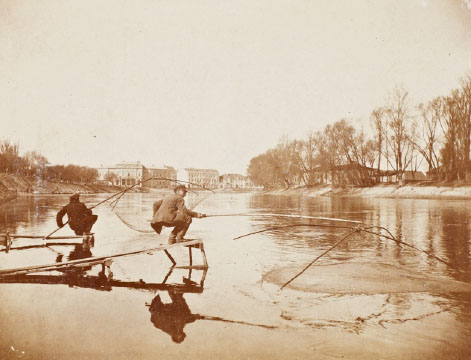
Rybacy łowiący podrywkami ryby nad Wilią (ok. 1900)

- Tak sia żyło kochanińkie, Muzeum Narodowe w Gdańsku, 1995
- Wilno i Wileńszczyzna na przełomie wieków w fotografii Stanisława Filiberta Fleury, Warszawa 1999
- Photography of Vilnius 1858–1915, Muzeum Narodowe Litwy, 2001
- Stanisław Filibert Fleury (1858–1915). Fotografijos, Muzeum Narodowe Litwy, 2007
- Stanisław Filibert Fleury. La Photographie à Vilnius à la charnière des XIXe et XXe siècles, Biblioteka Polska w Paryżu, 2014[8]
- Stanisław Filibert Fleury. Fotografia Wileńska na przełomie XIX i XX w., Muzeum Narodowe w Gdańsku, 2015